# Xã Brown, Quận Delaware, Ohio
Xã Brown (tiếng Anh: Brown Township) là một xã thuộc quận Delaware, tiểu bang Ohio, Hoa Kỳ. Năm 2010, dân số của xã này là 1.416 người.